# 체다 치즈
체다 치즈(영어: cheddar cheese) 또는 체더 치즈는 영국 서머싯주의 체더 지방에서 유래한 치즈로, 영국에서 가장 많이 판매되고 있는 제품이다. 일반적으로 강한 맛을 지니며, 단단한 형태를 띤다. 체다나 체더라고도 불린다.
영국에서는 치즈시장의 51%를 차지하였고, 미국에서는 모짜렐라 치즈 다음으로 일인당 연간 소비량이 많은 인기가 있는 치즈이다.
'Cheddar'는 원산지 명칭 보호를 받고 있지 않으며, 국제적으로 제조 지역과 상관없이 체다(체더)라는 명칭을 사용하고 있다. 따라서 체다 치즈는 제품에 따라 그 특성이 다르다. 대신, "West Country Farmhouse Cheddar"라는 명칭은 보호받으며, 이 이름을 14개 제조사에서 허가받아 사용하고 있다.

## 특징

### 생산 방법에 따른 분류
체다 치즈는 영국 뿐만 아니라 미국과 호주 등 전 세계 각지에서 생산되고 있다. 많은 지역에서 생산되고 있기 때문에, 같은 ‘체다 치즈’라는 명칭을 사용하더라도 저지방 치즈부터 고지방 치즈까지 종류가 다양하다.
‘체다'는 치즈 생산법에 따라서 두 가지 종류로 나눈다. 하나는 전통적인 치즈 장인이 만드는 장인치즈(Artisanal cheese)이고, 다른 하나는 저가로 대량생산되는 산업치즈(Industrial Cheese)이다. 장인치즈는 시간이 지나면서 맛이 다양해지고 깊어진다. 현재 생산되는 체다의 거의 대부분을 차지하는 산업 치즈는 식품 첨가물로 맛이 조절되는데, ‘마일드’, ‘스트롱’, ‘올드’를 포장에 기입하여 맛을 나타내고 있다.

### 질감과 맛
체다 치즈의 생산 방법과 품질에 대한 개념을 확립하였던 “체다 치즈의 아버지”로 불리는 낙농업가 조셉 하딩(Joseph Harding)은 1864년에 남긴 글에서 이상적인 치즈에 대하여 다음과 같이 말한 바가 있다. “꽉 차 있고 단단한 질감을 갖고 있지만, 그 특징과 성질은 감미로운 것이다. 입에 넣으면 녹아 맛은 굉장하여 가득 넘친다. 비유한다면 헤이즐넛에 가까울 것이다.”
체다 치즈는 분명한 자극이 강한 맛을 가지고 있다. 전통적인 제법으로 만든 6개월 이상 장기 숙성을 한 치즈는 젖산 칼슘의 큰 결정을 포함하여 일반적으로 단단한데, 농가의 수제 치즈는 무른 것도 있다.
15개월 이상에 걸쳐 숙성된 치즈는 스트롱 체다(Strong Cheddar), 엑스트라 머추어 체다(Extra-mature Cheddar)라고 하며, 빈티지로도 불린다.

### 색깔과 모양
체다 치즈는 본래 약한 노란색(미색)을 하고 있는데, 오렌지색에 착색되기도 한다. 착색에는 아나토 색소가 사용되는 경우가 많다. 일반적으로 착색한 것을 레드 체다, 착색되지 않은 것을 화이트 체다라고 불러 구별하고 있다. 또한 미국에서는 화이트 체다를 버몬트 체다라고 부르기도 한다.
치즈에 착색하는 것은 이전부터 행해지고 있었다. 그러나 그 이유는 1860년경에 밝혀지지 않았는데, 조셉 하딩은 “순수한 것보다 섞은 것을 좋아하는 런던의 소비자는 치즈 생산자에게 아나토 색소를 쓸 것을 강요”한다고 말하기도 하였다.
현재 생산되는 체다 치즈의 거의 대부분은 공장에서 생산되어 네모난 모양을 하고 있는데, 극소수 농가에서 생산된 것은 원반 모양을 하고 있다.
이전에는 치즈가 더러워지는 것을 막고, ‘호흡’할 수 있도록 표면에 검은 왁스를 칠하거나 타르를 칠한 검은 천으로 감싸 유통되고 있었다. 현재 이러한 방식은 장인 치즈의 일부에서만 보이고 있다.

### 원산지 명칭 보호
체다 치즈는 널리 사용되고 있어 원산지 명칭 보호제도(POD)의 대상이 아니다. 그러나 유럽위원회는 웨스트 컨트리 팜 하우스 체다 치즈(West Country Farmhouse Cheddar)를 POD의 대상으로 하고 있다. 이는 지역의 재료와 전통적인 제조 기법의 기준을 충족하는 체다 치즈에만 허용되는 명칭으로, 생산지는 서머싯주, 데번주, 도싯주, 콘월주의 4주로 한정되어 있다.

## 역사
체다 치즈는 적어도 1170년부터는 생산되고 있었다. 이후 헨리 2세의 파이프 롤(잉글랜드 재무부 회계 감사 기록을 일컫는 말)에서 치즈 생산과 그 과세에 대한 기록이 남아 있기 때문이다. 체다 치즈의 제조법이 로마인이 프랑스에서 반입해 온 것이라는 설 도 있다. 전통적으로 체다 치즈는 웰스 성당(Wells Cathedral)에서 반경 30마일(48km) 범위에서 만들어지는 것이었다.

### 근대화
19세기에는 체다 치즈 생산의 현대화와 표준화가 진행된다. 그 중심인물이 조셉 하딩 으로, 기술개발과 낙농 위생의 향상에 이바지하였다. 또한 치즈 생산 과정에 응유를 자르기 위한 리볼빙-브레이커 등의 몇 가지 장치들을 도입하였다. 일명 “조셉 하딩 방식”이 과학적인 방법에 근거한 최초의 근대적 체다 치즈 생산 시스템이 되었다. 하딩은 “체다 치즈는 들판에서 만드는 것도, 외양간에서 만드는 것도, 소로 만드는 것도 아니다. 이제 공방으로 만들 것이다.”라고 하였다.
제2차 세계대전 중 영국의 치즈생산은 전시 경제 통제 때문에 거의 한 가지 종류로만 치즈가 생산되었다. 이를 관제 체다(Government Cheddar)라고 부른다. 그러나 이 때문에 영국이 많은 치즈 장인들을 잃었다는 주장도 있다. 제1차 세계대전 이후 3500개의 치즈제작 사업소가 제2차 세계대전 이후에는 100여개로 큰 폭으로 줄어버렸다.

### 영국의 브랜드화 시도
1980년대 후반부터 슬로푸드 운동이 일어났는데, 그들 중 체다 평의회(Cheddar Presidium) 가 결성된다. 이들은 ‘체다’ 명칭 사용의 제한을 주장하는데, 그 조건은 유럽위원회의 ‘웨스트 컨트르 팜 하우스 체다 치즈’의 조건보다 엄격한 ‘서머싯주에서 생산된 것’과 ‘미살균 우유와 레닛 등의 전통적인 제조법으로 만들어지는 것’, ‘천으로 포장될 것’의 세 가지 조건을 의무화하여야 한다고 주장하였다.

## 각국의 생산

### 미국의 체다 치즈
미국에서는 공장에서 체다 치즈가 생산되고 있다. 그러나 많은 체다 치즈들이 이름만 체다로, 실제로는 맛을 만든 가공 치즈이다. 산업 치즈로 체차도 여러 종류로 나뉘는데, 마일드(Mild), 미디엄(Medium), 샤프(Sharp), 엑스트라 샤프(Extra sharp), 뉴욕 스타일(New York style), 콜비(Colby), 롱혼(Longhorn), 화이트(White), 버몬트(Vermont)가 그 종류들이다.
이들 중 ‘뉴욕 스타일(New York style)’은 특히 자극이 강한 맛을 내는 체다이며, 다른 체다보다 부드럽다. ‘콜비’나 ‘롱혼’은 마일드에서 미디엄의 중간 맛을 가지고 있는데, 치즈에 포함한 응유의 덩어리가 뚜렷한 것이 특징이며, 노란색과 흰색의 얼룩 무늬가 보인다. 버몬트 체다는 버몬트에서 생산되었는지와 관계 없이 버몬트 체다라고 부르기도 한다.

## 같이 보기
- 고다 치즈
- 임실 치즈